# Rado Bordon
Rado Bordon,  slovenski pesnik, prevajalec, publicist in pravnik, * 16. november 1915, Trst, † 19. junij 1992, Ljubljana
Rado Bordon je študiral ruski jezik s književnostjo in pravo v Ljubljani. Med drugo svetovno vojno so ga skupaj z braton Dušanom Bordonom večkrat zaprli v italijanske vojaške zapore. 1943 se je priključil partizanom. Po koncu vojne je deloval kot kulturni delavec in založnik, obenem je objavljal svojo poezijo in veliko prevajal, zlasti iz slovanskih in romanskih jezikov. Mdr. je prevedel Puškinovo poetična povest Jevgenij Onjegin, za potrebe Radia Slovenija se je ukvarjal tudi z raziskovanjem in prevajanjem poezije ukrajinskega pesnika Tarasa G. Ševčenka. Iz angleščine je prevedel Hemingwayev roman Zbogom, orožje! Bil je prvi upravnik Avtorske agencije za Slovenijo (AAS), ustanovljene 1955.
Objavil je dve pesniški zbirki in izbor sonetov Sipine. Leta 1993, eno leto po Bordonovi smrti, je Janez Menart uredil in izdal izbor njegove poezije z naslovom Podobe mojega sveta.